# Hyundai Clix
 (novembre 2017).
Si vous disposez d'ouvrages ou d'articles de référence ou si vous connaissez des sites web de qualité traitant du thème abordé ici, merci de compléter l'article en donnant les références utiles à sa vérifiabilité et en les liant à la section « Notes et références ».
La Hyundai Clix est un concept-car présenté en 2001. Il est équipé d'un moteur 4 cylindres de 306CV.